# Queen Victoria Building
Queen Victoria Building (forkortet QVB) er en bygning i det centrale Sydney i delstaten New South Wales i Australien. Den er tegnet af arkitekten George McRae i nyromansk stil og bygget mellem 1893 og 1898. Bygningen er 190 meter lang og 30 meter bred. Den store kuppel er 60 meter høj. Bygningen var oprindeligt ejet af City of Sydney, men i dag er den ejet af to ejendomsselskaber, australske Vicinity Centres og det Hong Kong-baserede Link REIT. Queen Victoria Building blev optaget på kulturarvslisten, New South Wales State Heritage Register, 5. marts 2010.

QVB blev bygget som en butiksarkade i tre etager, men blev senere brugt til mange andre ting og var i forfald indtil den blev restaureret i 1980'erne. I dag er den igen et indkøbscenter. 
- QVB med de karakteristiske kupler set oppefra
- QVB 's multi-level layout
- Den store kuppel set indefra
- Marmorfigurer uden for bygningen